# Henry Louis Gates Jr.
Henry Louis Gates, Jr. (Piedmont, 16 settembre 1950) è uno scrittore, saggista e critico letterario statunitense. Attualmente lavora alla Harvard University, dove è anche direttore del W.E.B. Du Bois Institute for African and African American Research.

## Biografia
Primo afroamericano ad essere premiato con una borsa di studio della Andrew W. Mellon Foundation, ha studiato letteratura inglese al Clare College della University of Cambridge.Grazie ad un'altra borsa di studio della Ford Foundation è riuscito ad ottenere un Master of Arts e un Ph.D. in inglese. Mentre gli studi di storia a Yale lo hanno reso un abile archivista, gli studi al Clare College lo hanno introdotto alla letteratura inglese e alla teoria letteraria.
Al Clare College, Gates ha anche lavorato con Wole Soyinka, scrittore Nigeriano a cui era stato negato un impiego al dipartimento in quanto a quei tempi la letteratura africana era considerata “al massimo sociologia o socio-antropologia, ma non vera letteratura”.
Soyinka, che sarebbe diventato in seguito il primo africano nero a ricevere il Premio Nobel, rimase un influente mentore per Gates e divenne il protagonista di molti suoi lavori. Tra gli altri suoi punti di riferimento, con i quali Gates divideva la “stessa sensibilità” più che l'appartenenza etnica, ci sono Raymond Williams, George Steiner, e John Holloway.

### Carriera
Gates si è ritirato dopo un mese alla Yale Law School, e nell'ottobre 1975 è stato assunto da Charles T. Davis come segretario del dipartimento di studi Afroamericani di Yale. Nel luglio del 1976, Gates è stato promosso a lettore, con la promessa di farlo avanzare di grado fino al ruolo di assistente al completamento della tesi. Nominato assistente agli studi inglesi e afroamericani nel 1979, Gates è stato promosso a professore associato nel 1984. Dopo che gli è stato negato l'incarico di ruolo, si trasferì alla Cornell University dal 1985 al 1989. Dopo due anni di permanenza alla Duke University, si è trasferito alla Harvard University nel 1991, dove tuttora insegna. Ad Harvard, Gates ricopre il ruolo di professore di inglese Inoltre, è direttore del W.E.B. Du Bois Institute for African and African American Research.
Nel frattempo, come teorico e critico letterario, Gates ha combinato tecniche letterarie di decostruzionismo con le tradizioni letterarie afroamericane, ha attinto a strutturalismo, post-strutturalismo e semiotica per le analisi testuali e le questioni di identità politica.
Come intellettuale nero e personaggio pubblico, Gates è stato un critico del canone letterario eurocentrico, insistendo sul fatto che la letteratura nera dovrebbe essere valutata dai criteri estetici della sua cultura di origine e non con quelli della tradizione europea o occidentale. Gates ha provato ad articolare quello che potrebbe costituire un'estetica culturale nera nel suo principale lavoro accademico The Signifying Monkey, vincitore nel 1989 dell'American Book Awards; estende l'applicazione del concetto di “Signifyin'” per analizzare le opere afroamericane e di conseguenza la critica letteraria.
Ponendo l'accento sul bisogno di un maggior riconoscimento della cultura nera, Gates non intende invocare un canone a parte ma piuttosto un maggiore riconoscimento per alcuni lavori che potrebbero essere integrati in un canone pluralista. Inoltre, Gates ha argomentato che un'educazione afrocentrica separatista perpetuerebbe solamente gli stereotipi razzisti, così come sarebbe ridicolo che solo le persone di colore studiassero la letteratura afroamericana, lo esemplifica dicendo “è ridicolo quanto sarebbe se qualcuno mi dicesse che non posso apprezzare Shakespeare perché non sono anglosassone. È volgare e razzista, indipendentemente dal fatto che a pronunciarlo sia un bianco o un nero”.
Mediando una posizione a metà tra i radicali che richiedono il separatismo ed i tradizionalisti, guardiani di canone occidentale fisso ed omogeneizzato, Gates ha affrontato critiche da entrambi gli schieramenti. Alcuni sostengono che la letteratura nera farà diminuire il valore del canone occidentale, mentre per i separatisti Gates tiene in eccessiva considerazione la cultura bianca dominante, chiedendo l'integrazione.
Come storico letterario assegnato alla preservazione e allo studio dei testi storici, Gates ha fatto parte del Black Periodical Literature Project, una raccolta di giornali e riviste neri, creati con l'assistenza finanziaria del National Endowment for the Humanities.
Per costruire gli archivi letterari e visivi di testi afroamericani ad Harvard, Gates si accordò per l'acquisto di “The Image of the Black in Western Art,” una raccolta messa insieme da Dominique de Menil a Houston, Texas.
In precedenza, aveva scoperto Our Nig, il primo romanzo degli Stati Uniti scritto da una persona di colore, Harriet E. Wilson, nel 1859; a questo ritrovamento seguì l'acquisizione del manoscritto di The Bondwoman's Narrative, altro scritto dello stesso periodo.
Da intellettuale nero famoso, durante la sua carriera Gates non ha focalizzato la sua attenzione solo sulle sue ricerche e sull'insegnamento, ma ha cercato anche di costruire istituzioni per studiare la cultura nera. Inoltre, ha lavorato per ottenere la parità sociale, intellettuale e didattica per gli afroamericani ed ha scritto degli articoli su The New York Times in difesa del rap ed un articolo su Sports Illustrated che critica la cultura giovanile che pone il basket prima dell'istruzione scolastica. Nel 1992 ha ricevuto un George Polk Award per la sua cronaca sociale sul The New York Times. Intervistato da Bruce Cole su come descriverebbe il suo mestiere, Gates ha risposto: “Direi che sono un critico letterario. È la prima definizione che mi viene in mente. Dopodiché direi di essere un insegnante. Entrambi sarebbero allo stesso livello di importanza”.

### African American Lives
Gates è stato conduttore e co-produttore di African American Lives (2006) e African American Lives 2 (2008) programmi in cui la discendenza degli afroamericani famosi è tracciata usando ricerche genealogiche e test del DNA. Nella prima serie, Gates è venuto a conoscenza della sua stirpe per metà europea, e nella seconda puntata scopriamo che discende dal re irlandese Niall dei Nove Ostaggi e dagli Yoruba della Nigeria.

## Premi ed onorificenze
Ha ricevuto circa 50 lauree onorarie e numerosi premi accademici e sociali. Ha ricevuto un MacArthur Fellow nel 1981 ed è entrato a far parte della classifica del Time dei 25 americani più influenti nel 1997. Il 23 ottobre 2006 è stato nominato Alphonse Fletcher Jr. University Professor ad Harvard. Nel gennaio 2008 ha cofondato The Root, un sito web dedicato alla prospettiva afroamericana.
Attualmente presiede la Fletcher Foundation, ed è membro del Council on Foreign Relations. Fa parte di molte istituzioni tra cui New York Public Library, Jazz at Lincoln Center, Aspen Institute, Brookings Institution, lo Studio Museum di Harlem, il NAACP Legal Defense Fund, HEAF (Harlem Educational Activities Fund) e il Center for Advanced Study in the Behavioral Sciences, di Stanford (California).
Nel 2006, Gates è stato inserito in Sons of the American Revolution, dopo che aveva tracciato la sua genealogia fino a John Redman, un negro libero che aveva combattuto la guerra di indipendenza.
Nell'estate del 2009 è stato al centro di un presunto caso di razzismo a opera della locale polizia. L'incidente si è concluso pacificamente nel giardino della Casa Bianca davanti a una birra, in compagnia del sergente Crawley, autore dell'arresto, e alla presenza del presidente Obama e del suo vice Biden.

## Opere

### Autore
- Henry Louis, Jr. Gates, Figures in Black: Words, Signs, and the "Racial" Self, First edition, New York, Oxford University Press, 1987, ISBN 0-19-503564-X.
- Henry Louis, Jr. Gates, The Signifying Monkey, First edition, New York, Oxford University Press, 1988, ISBN 0-19-503463-5.
- Henry Louis, Jr. Gates, Loose Canons: Notes on the Culture Wars, First edition, New York, Oxford University Press, 1992, ISBN 0-19-507519-6.
- Henry Louis, Jr. Gates, Colored People: A Memoir, First edition, New York, Alfred A. Knopf, 1994, ISBN 0-679-42179-3.
- Henry Louis, Jr. Gates, Cornel West, The Future of the Race, First edition, New York, Alfred A. Knopf, 1996, ISBN 0-679-44405-X.
- Henry Louis, Jr. Gates, McKay, Nellie Y, The Norton Anthology of African American Literature, First edition, W. W. Norton, 1996, ISBN 0-393-04001-1.
- Henry Louis, Jr. Gates, Thirteen Ways of Looking at a Black Man, First edition, New York, Random House, 1997, ISBN 0-679-45713-5.
- Henry Louis, Jr. Gates, Wonders of the African World, First edition, New York, Alfred A. Knopf, 1999, ISBN 0-375-40235-7.
- Henry Louis, Jr. Gates, The African American Century: How Black Americans Have Shaped Our Century, First edition, New York, Free Press, 2000, ISBN 0-684-86414-2.
- Henry Louis, Jr. Gates, The trials of Phillis Wheatley: America's first Black poet and her encounters with the founding fathers, New York, Basic Civitas Books, 2003, ISBN 0-465-02729-6.
- Henry Louis, Jr. Gates, Finding Oprah's Roots: Finding Your Own, First edition, New York, Crown, 2007, ISBN 978-0-307-38238-2.

### Curatore
- Henry Louis, Jr. Gates, Africana: The Encyclopedia of the African and African American Experience, First edition, New York, Basic Civitas Books, 1999, ISBN 0-465-00071-1.
- Hannah Crafts, Gates, Henry Louis, Jr., The Bondwoman's Narrative, First edition, New York, Warner Books, 2002, ISBN 0-446-69029-5.
- Gates, Henry Louis, Jr. and Hollis Robbins. (2004) Searching for Hannah Crafts: Essays in the Bondwoman's Narrative. New York: Basic/Civitas. ISBN 0-465-02714-8
- Gates, Henry Louis, Jr. (2008) The African American national biography, New York, NY : Oxford University Press, ISBN 978-0-19-516019-2
- Henry Louis, Jr. Gates, Yacovone, Donald, Lincoln on Race and Slavery, Princeton, NJ, Princeton University Press, 2009, ISBN 978-0-691-14234-0.
- Gates, Henry Louis, Jr. (2009) "Lincoln On Race and Slavery", Princeton: Princeton University Press, ISBN 978-0-691-14234-0

## Filmografia
- From Great Zimbabwe to Kilimatinde, BBC/PBS, Great Rail Journeys, Narrator and Screenwriter, BBC/PBS, 1996.
- The Two Nations of Black America, Host and Scriptwriter, Frontline, WGBH-TV, February 11, 1998.
- Leaving Eldridge Cleaver, WGBH, 1999
- Wonders of the African World, PBS, October 25-27, 1999 (six-part series) (Shown as Into Africa on BBC-2 in the United Kingdom and South Africa, Summer, 1999)
- America Beyond the Color Line, Host and Scriptwriter, (four part series) PBS, 2004.
- African American Lives, Host and Narrator, PBS, February 2006
- African American Lives 2, Host and Narrator, PBS, February 2008
- Looking For Lincoln, Host and Narrator, PBS, February 2009

## CD-ROM
- Anthony Appiah, Gates, Henry Louis, Jr, Microsoft Encarta Africana Comprehensive Encyclopedia of Black History and Culture, First edition, Redmond, WA, Microsoft Corp, 1999, ISBN 0-7356-0057-0.[9]